# Shōfuku-ji (Higashimurayama)
Pour les articles homonymes, voir Shōfuku-ji.

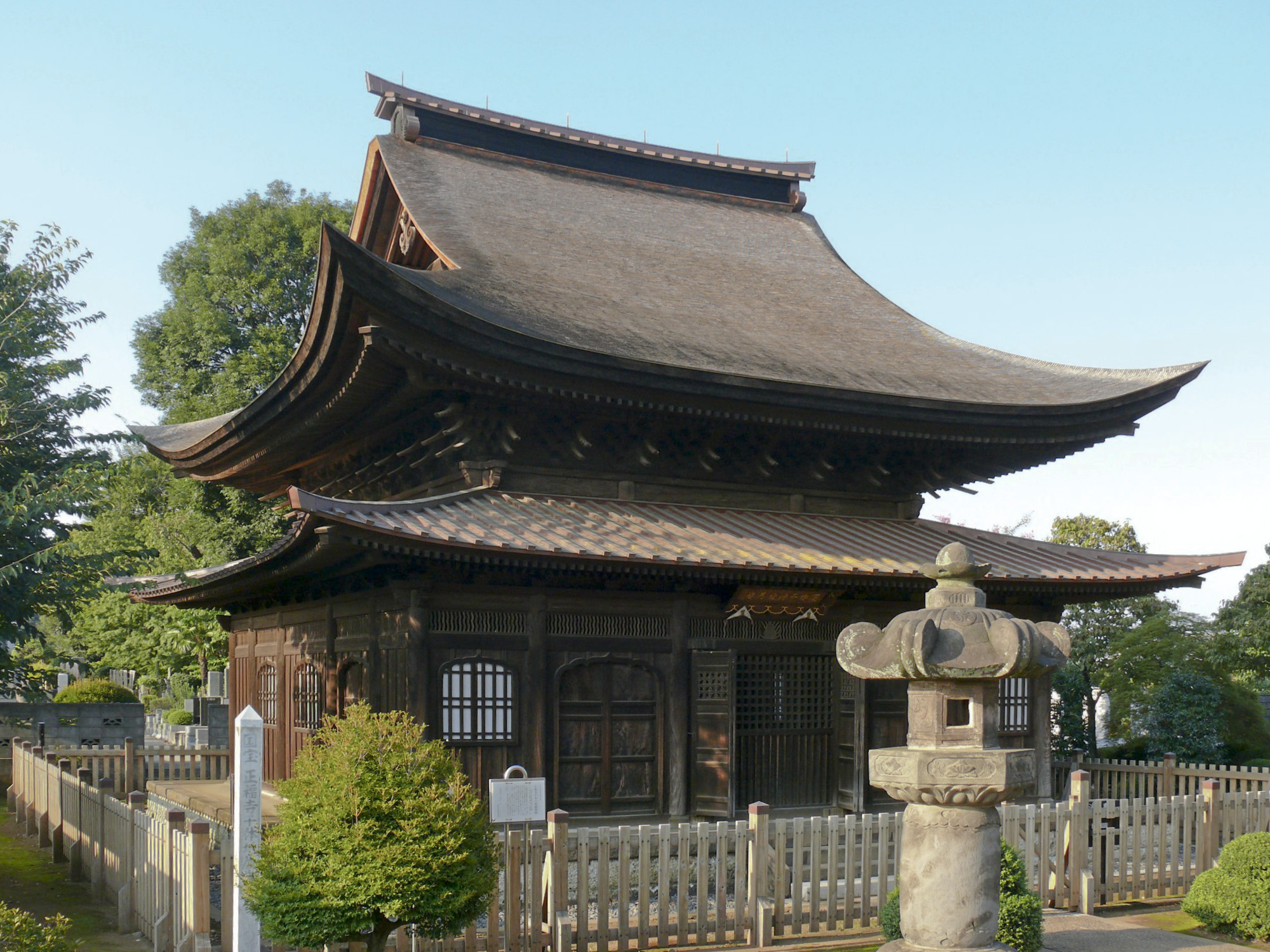
Façade gauche

Le Shōfuku-ji (正福寺, lit. « Temple de la bonne chance  ») est un temple bouddhiste Rinzai situé dans la ville de  Higashimurayama, préfecture de Tokyo au Japon. Son bâtiment Jizō du début du XVe siècle est classé Trésor national du Japon. Il est considéré comme le plus ancien bâtiment intact dans Tokyo et un exemple unique de l'architecture de Kamakura.

## Histoire
Shōfuku-ji a été fondé en 1270. Les archives du temple indiquent que la salle Jizō a été construite en 1278 sous le parrainage du shikken Hōjō Tokiyori. La tradition veut que le régent est tombé malade lors d'une expédition de chasse et a été guéri par un prêtre résident. En signe de gratitude, Tokiyori fait venir des constructeurs de Kamakura afin de bâtir la salle Jizō.
Il y a un doute quant à l'exactitude de cette histoire étant donné que Tokiyori est mort en 1263. Néanmoins, le patronage officiel de Kamakura clef a été décisif dans la construction du temple. Il est à noter que le temple a peut-être été fondé et construit pendant le ministère du fils de Tokiyori, Hōjō Tokimune sous l'autorité duquel le Japon réussit à se défendre contre les invasions mongoles .

## Architecture
Le hall de Jizō recourt à de nouvelles techniques de construction mises au point par les maîtres d'œuvre japonais au cours de l'époque de Kamakura et qui permettent plus de solidité, d'élasticité et de détail par rapport aux techniques chinoises, coréennes ou même les techniques japonaises antérieures. De l'extérieur, il apparaît comme une structure à deux étages avec combles sur les toits fortement tournés vers le haut. À l'intérieur, c'est un seul espace ouvert.
Il contient d'importantes innovations architecturales, y compris l'utilisation du cyprès  japonais, des ciseaux de soutien en acier, des supports décoratifs mais fonctionnels et des cantilevers. Ces innovations permettent une structure qui semble légère avec son toit en croupe courbe, un intérieur ouvert et flottants, des avant-toits recourbé, tout en étant structurellement solide contre les séismes.

## Signification
Malgré d'importants travaux de reconstruction en 1407, le bâtiment de Jizō du Shōfuku-ji est considéré comme l'un des exemples les plus représentatifs et intact de l'architecture de Kamakura. Bien qu’éloignée de 50 kilomètres de Kamakura, cette région a marqué la limite nord de ce qui était considéré la sphère extérieure des défenses de la ville. Toutefois, cet éloignement a sans doute contribué à sa préservation, car le temple n'a pas connu la destruction dont la plupart des bâtiments de Kamakura elle-même ont été victimes.

## Traditions
Conformément à sa réputation, Shōfuku-ji est traditionnellement considéré par de nombreux habitants comme un endroit propre à la guérison. À l'extérieur du bâtiment, un certain nombre de poupées en bois sont à disposition pour être emportées au domicile d'un membre de la famille ou d'un ami malade. Après la guérison, la poupée en bois est retournée au temple accompagnée d'une poupée neuve.

## Galerie d'images Jizō

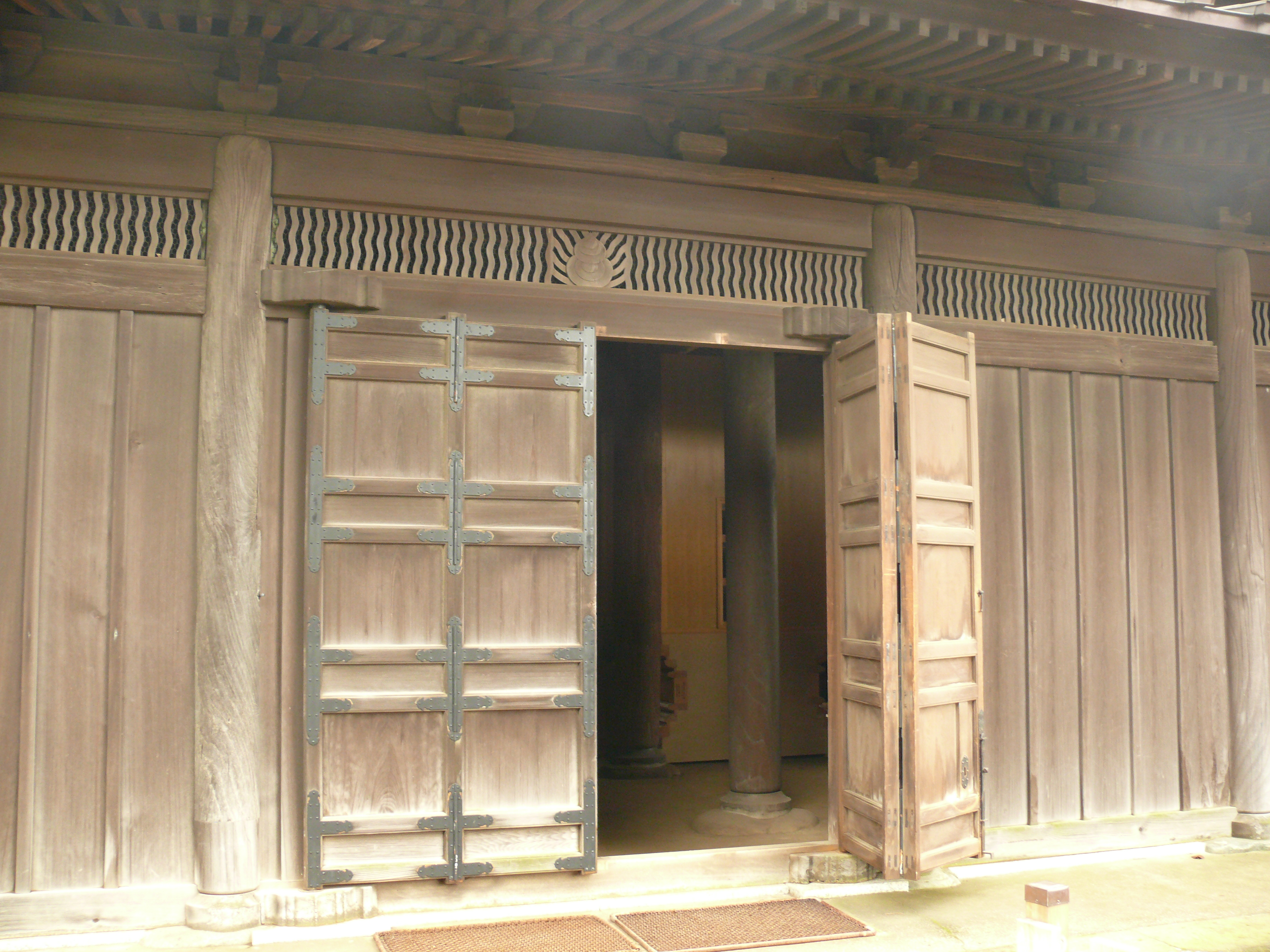
Extérieur nord
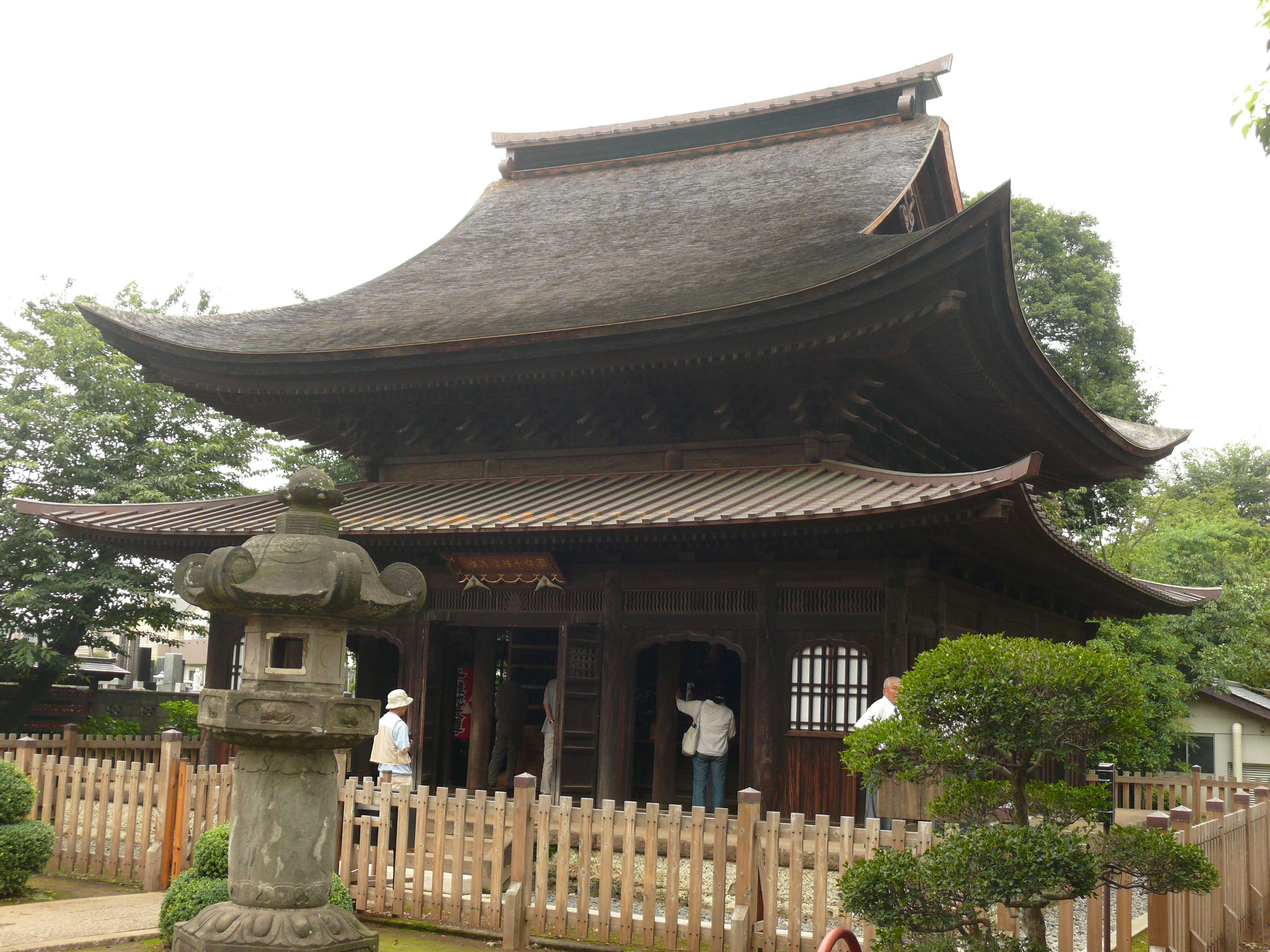
Extérieur sud
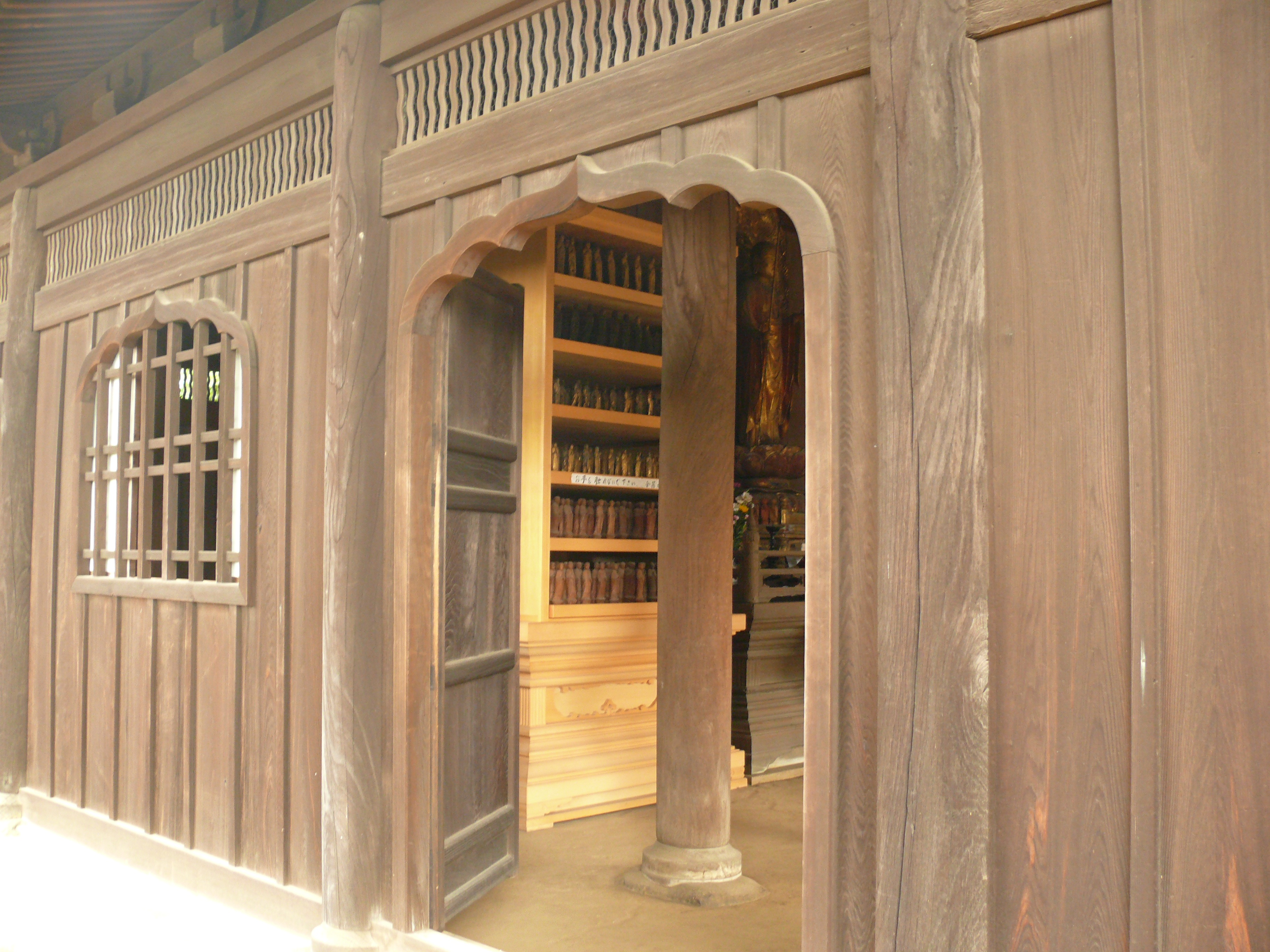
Extérieur ouest
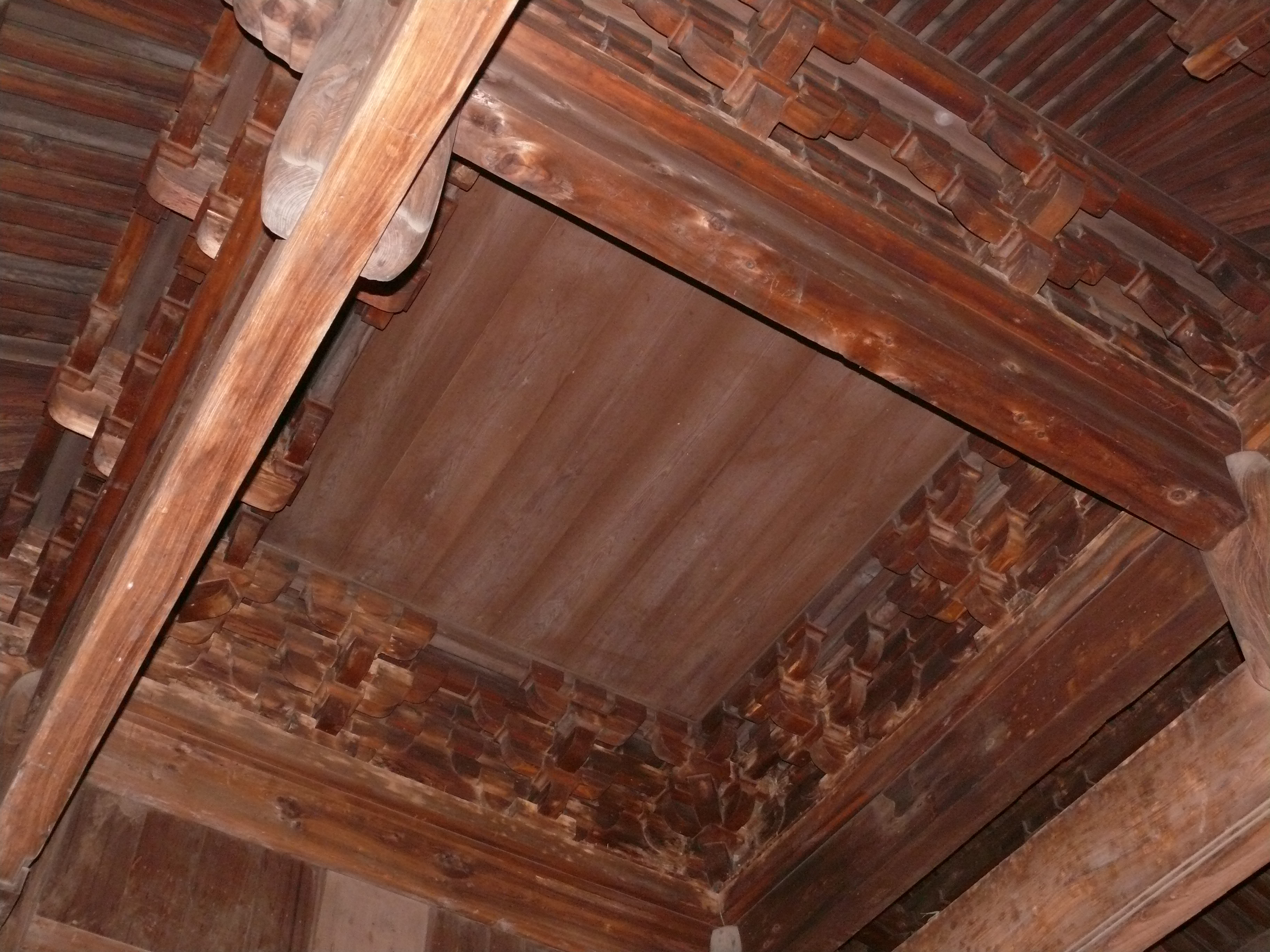
Plafond de l'extérieur est
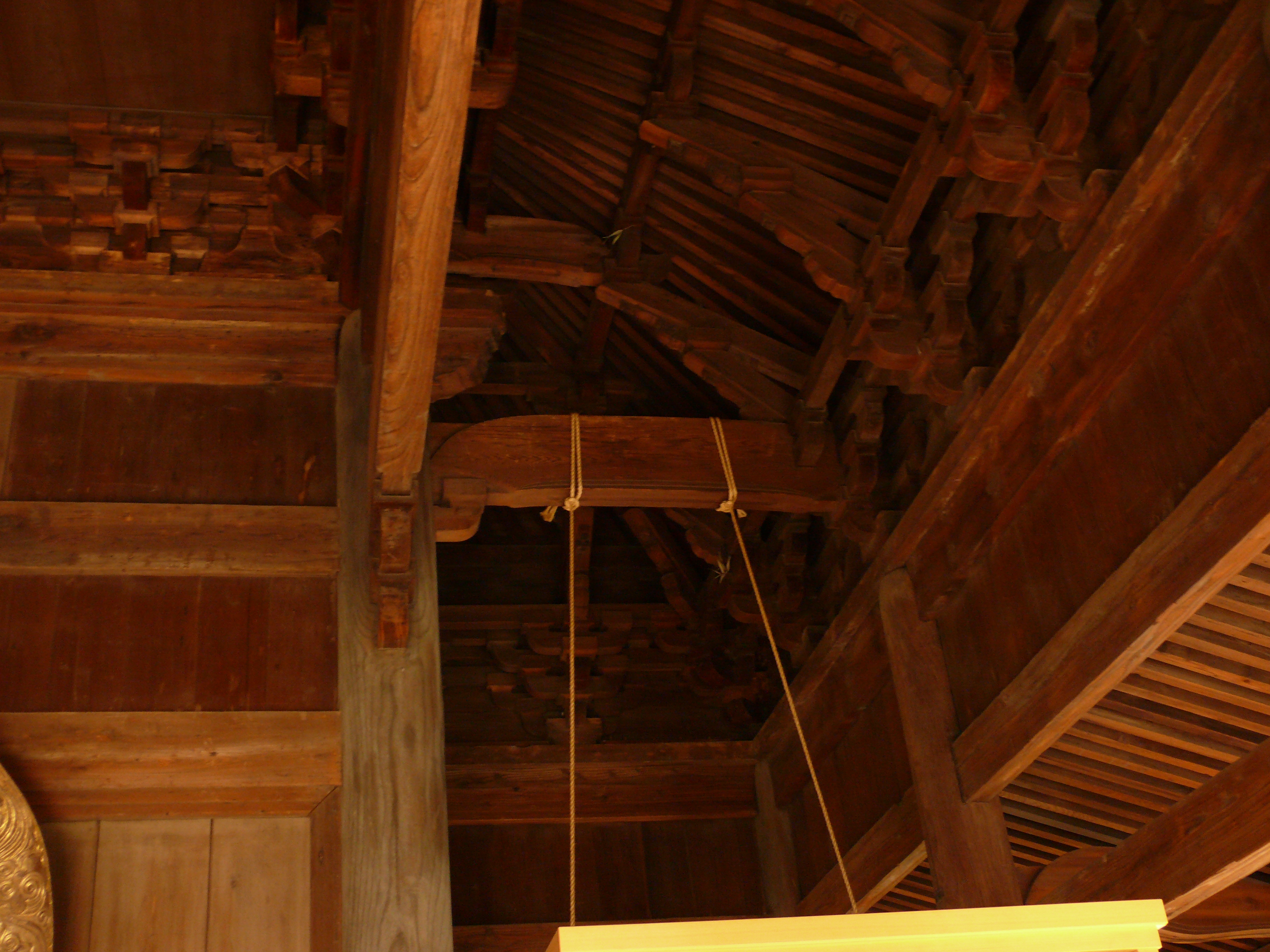
Intérieur est
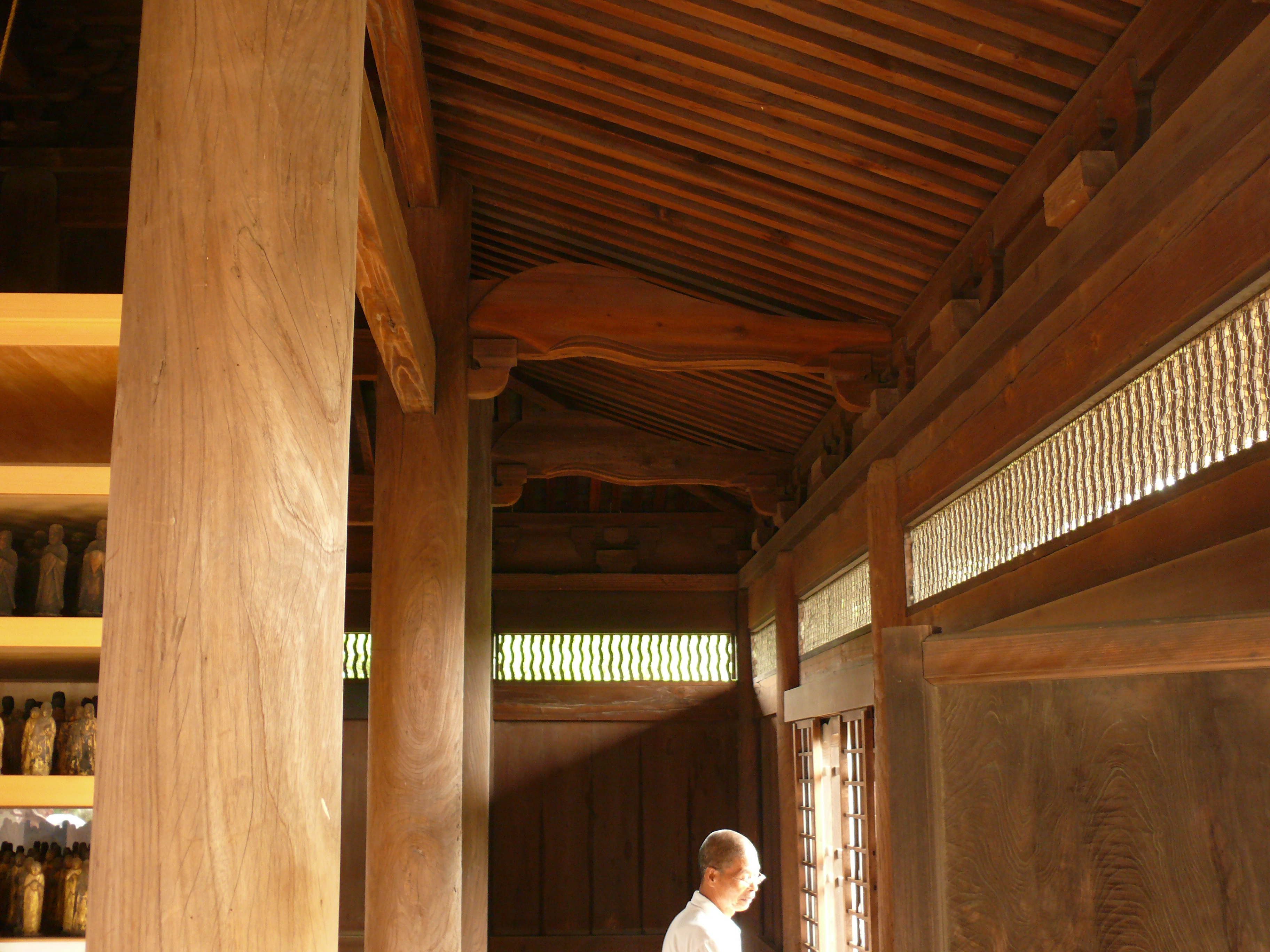
Niveau inférieur de l'intérieur est
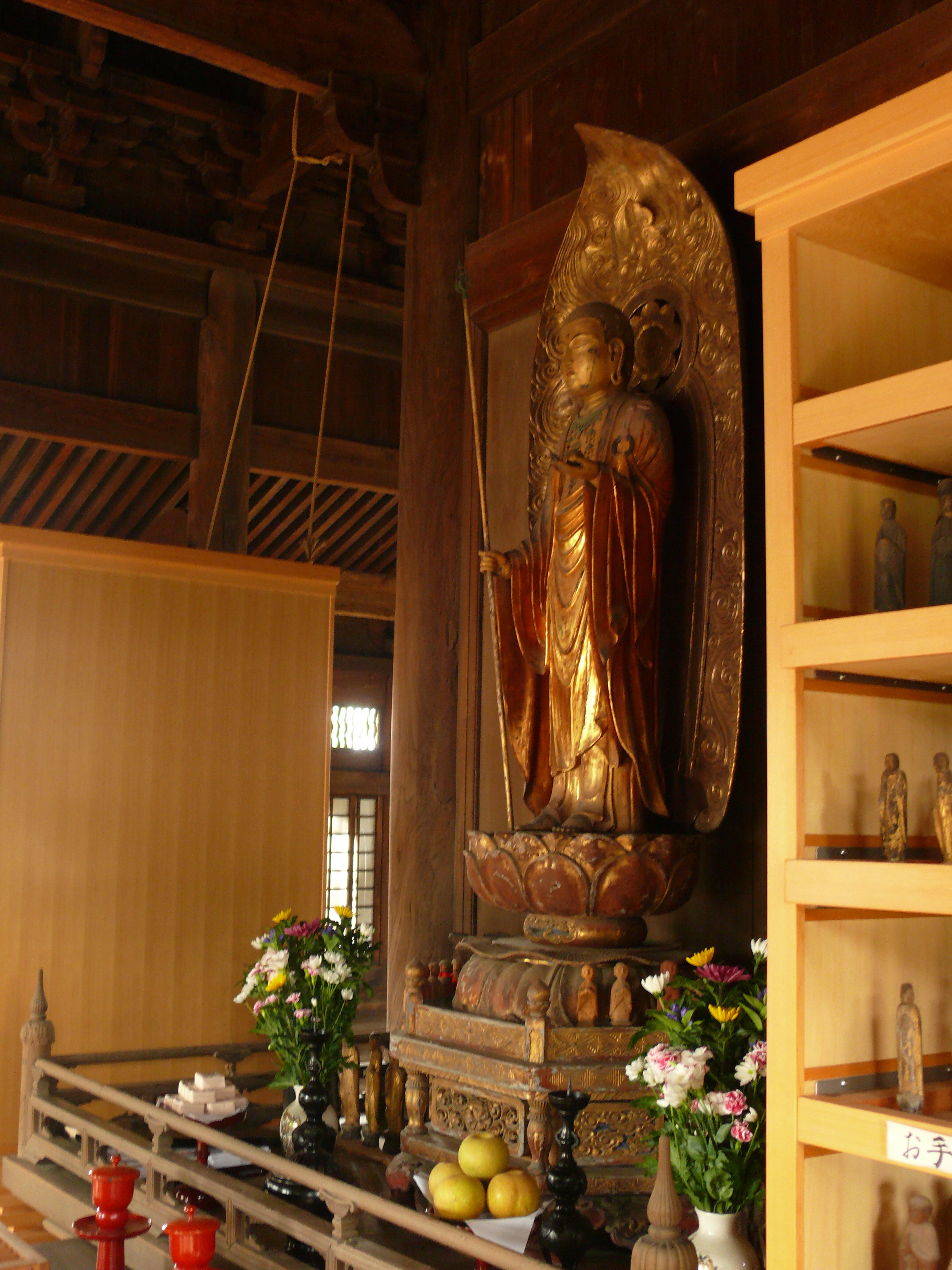
Statue de Kshitigarbha à l'intérieur
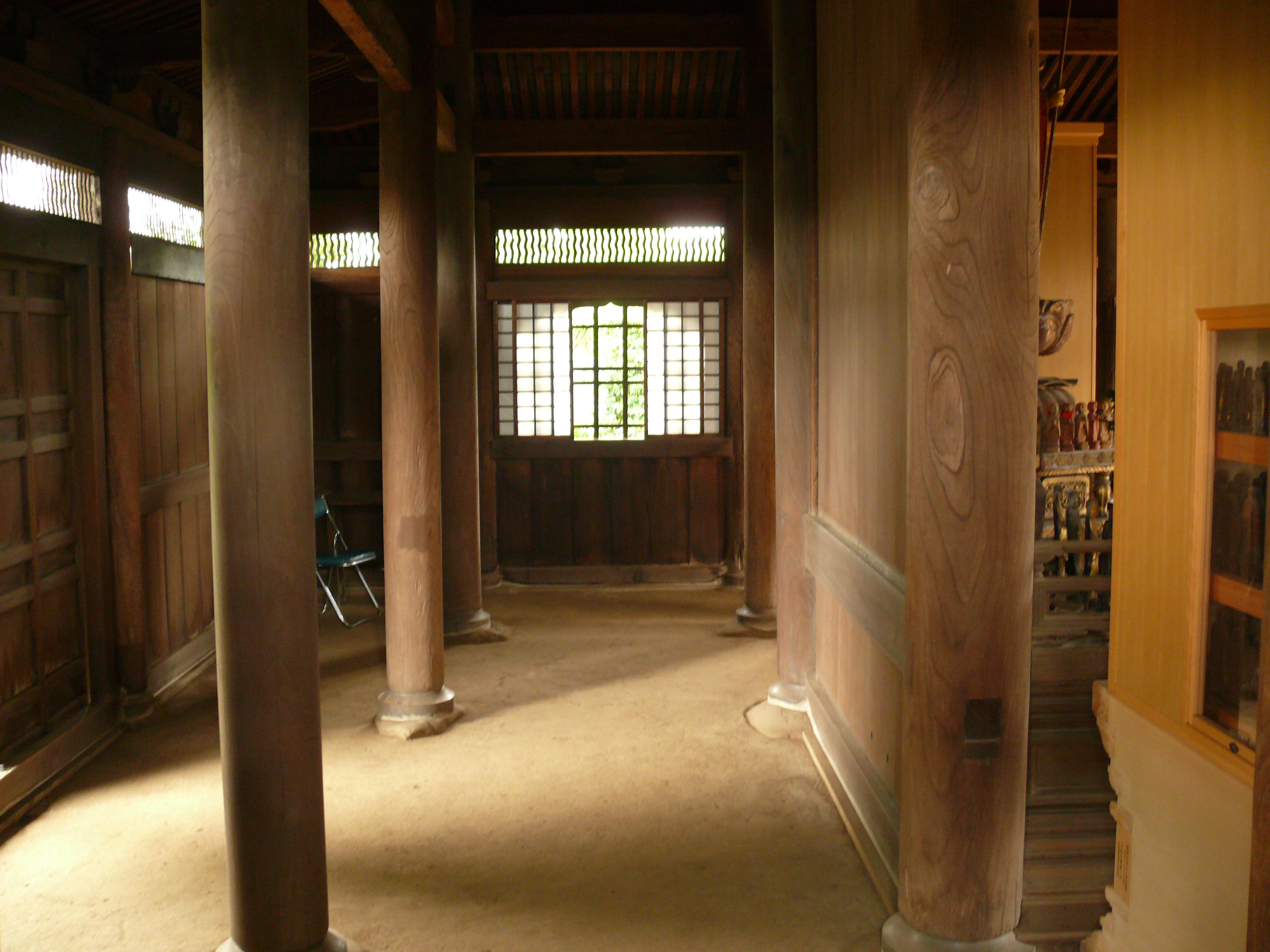
Niveau inférieur de l'intérieur nord
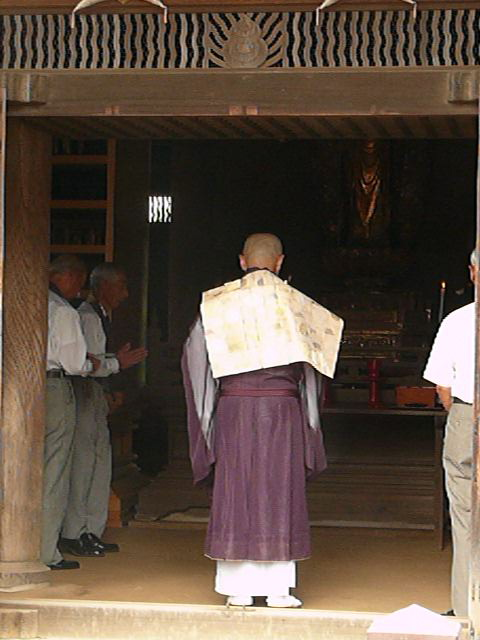
Prêtre à l'intérieur
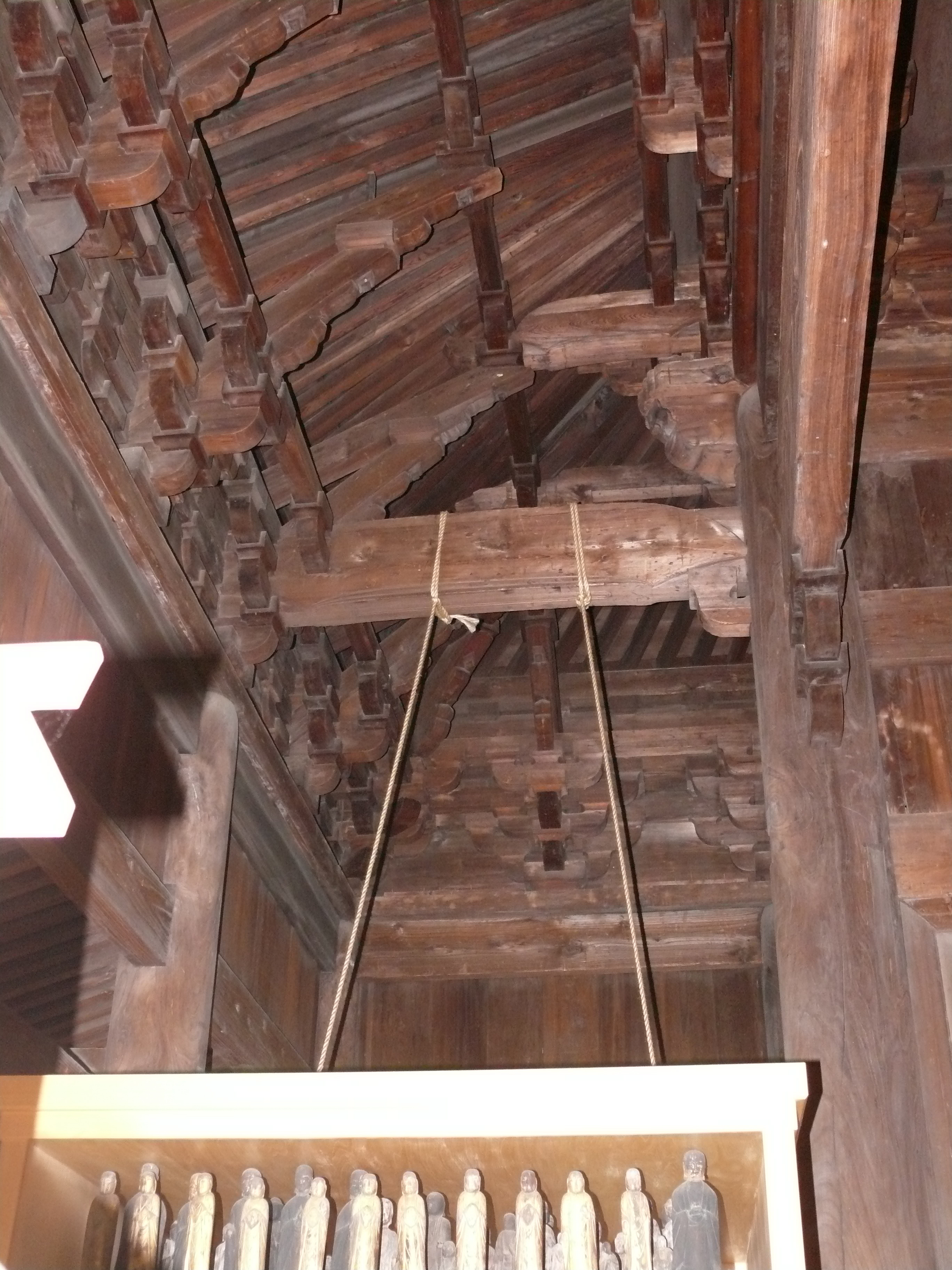
Plafond de l'intérieur ouest
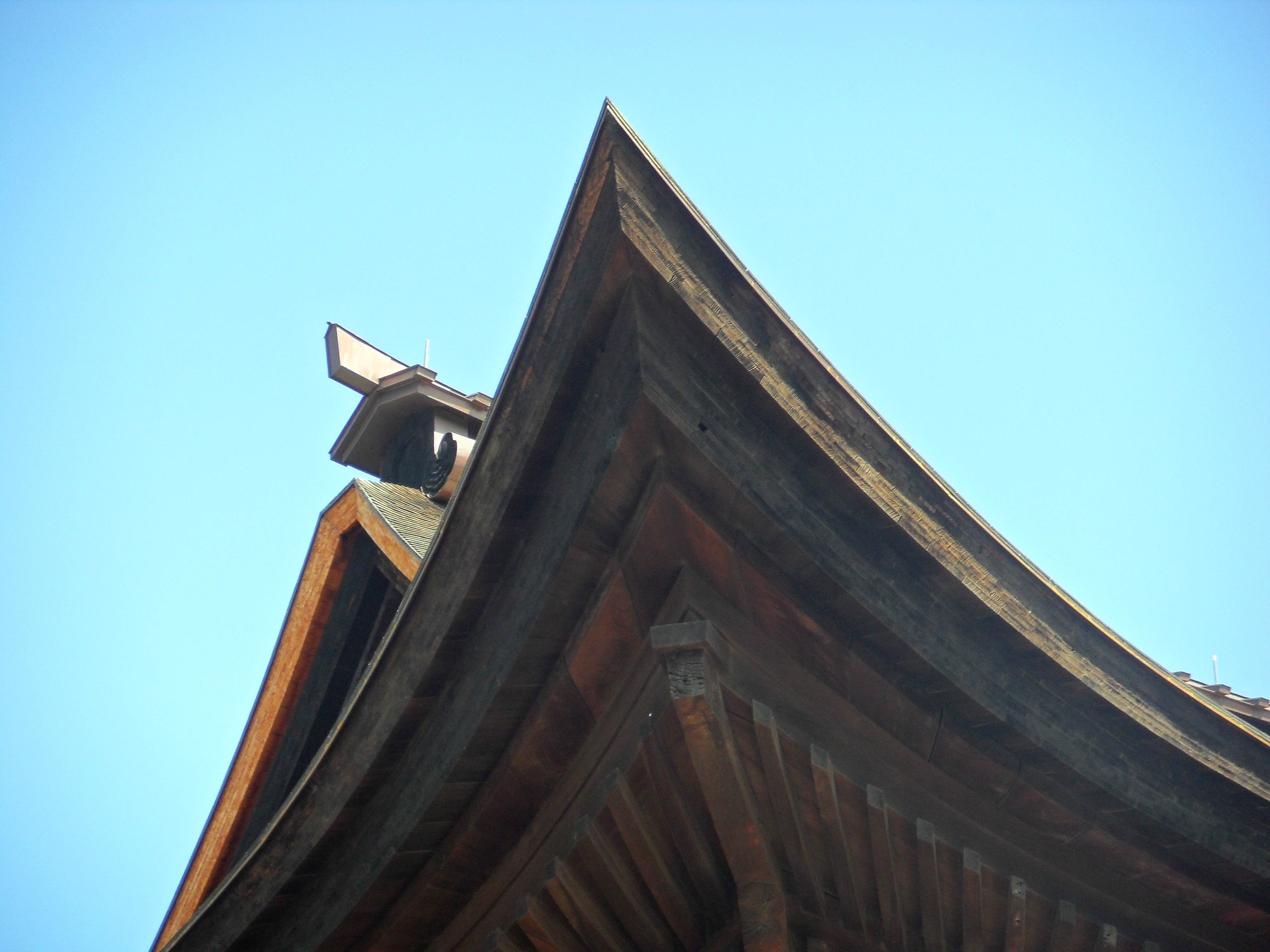
Détail de l'avant-toit extérieur

## Sources
- Papinot, E. (1910). "Historical and Geographical Dictionary of Japan. 1972 Printing. Charles E. Tuttle Company, Tokyo,  (ISBN 0-8048-0996-8).
- Coaldrake, William H. (1996) "Architecture and Authority  in Japan (Nissan Institute/Routledge Japanese Studies Series)", Routledge,  (ISBN 978-0-415-10601-6)
- Sansom, George (1963). "A history of Japan 1334-1615." Eight Printing (1993). Charles E. Tuttle Company, Tokyo,  (ISBN 4-8053-0375-1)